# Mesure du temps sur Mars
La mesure du temps sur Mars consiste à conserver une trace de l'heure et de la date sur la planète Mars, indépendamment de l'heure et des calendriers terrestres.

## Caractéristiques

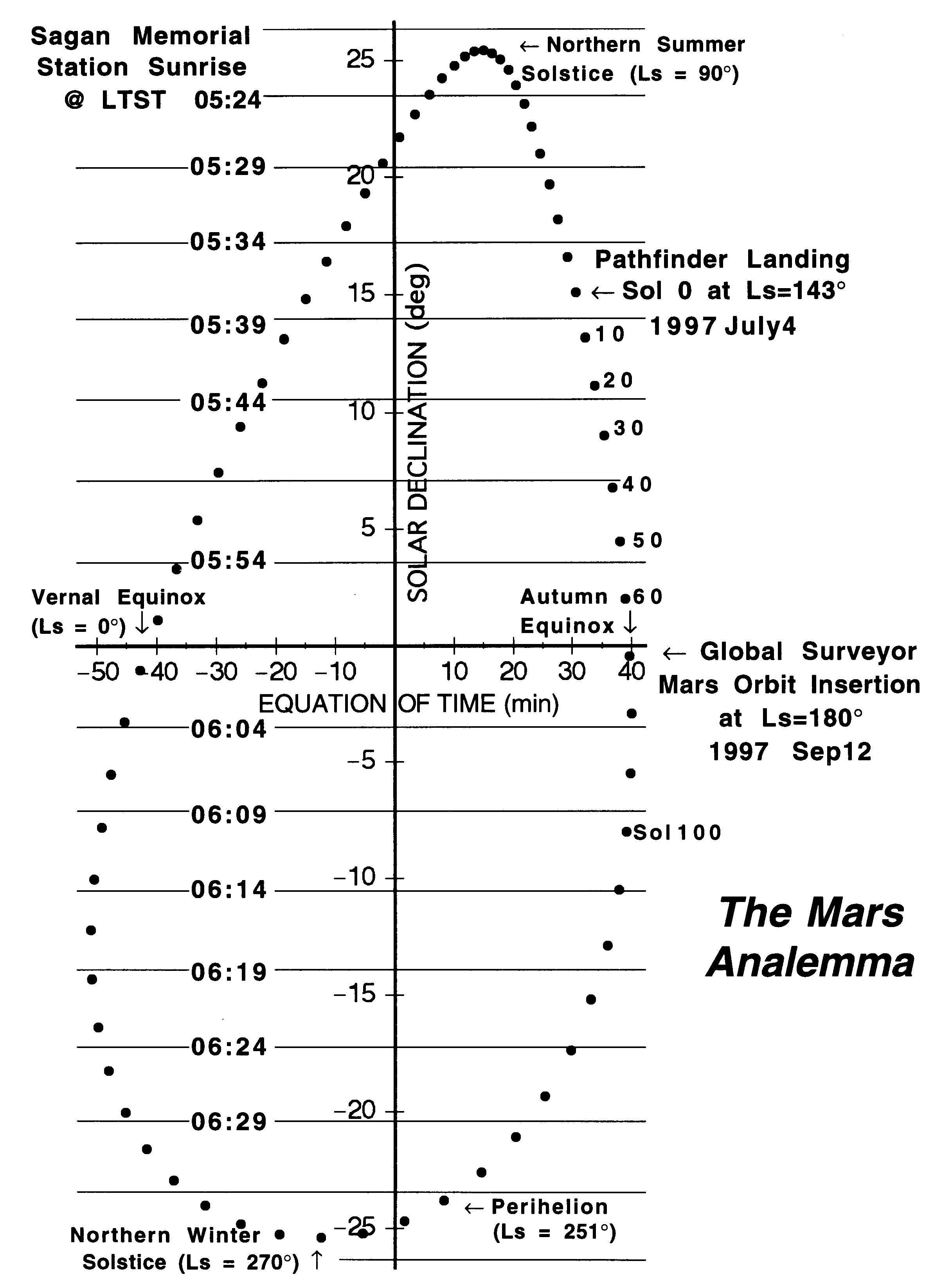
Analemme de Mars.

### Orbite
Mars possède une inclinaison de son axe et une période de rotation similaires à celles de la Terre et connait donc quatre saisons et une durée du jour similaire. Son année en revanche est presque deux fois plus longue que celle de la Terre et son excentricité est considérablement plus grande : la durée des différentes saisons martiennes est donc complètement différente et le temps solaire apparent est plus susceptible de diverger du temps solaire moyen que sur Terre.

### Jour martien
La durée moyenne du jour sidéral martien est de 24 h 37 min 22,663 s et la durée moyenne du jour solaire martien, souvent nommé « sol », est de 24 h 39 min 35,244147 s (soit 88 775,244 147 s).
Les valeurs correspondantes pour la Terre sont respectivement 23 h 56 min 4,2 s (86 164 s) et 24 h 0 min 0 s (soit 86 400 s).
Un jour martien n’est donc que 2,75 % plus long qu’un jour terrestre.

#### Subdivision du sol
Le jour martien est usuellement divisé, pour des raisons de commodité, de la même manière que le jour terrestre, en 24 heures de 60 minutes, chaque minute étant elle-même divisée en 60 secondes. Ces heures, minutes et secondes martiennes sont donc, par construction, également 2,749 125 170 % plus longues que leurs correspondantes sur Terre :
- 1 seconde martienne = 1,027 491 251 70 seconde terrestre
- 1 minute martienne (= 60 secondes martiennes) = 1,027 491 251 70 minute terrestre = 61,649 475 102 secondes terrestres
- 1 heure martienne (= 60 minutes martiennes) = 1,027 491 251 70 heure terrestre = 61,649 475 102 minutes terrestres = 3698,968 506 120 secondes terrestres.

### Correspondances
Pour donner un ordre d'idée de la différence entre les jours solaires martien et terrestre, on peut calculer les réduites successives, de plus en plus précises (et alternativement par excès et par défaut), du quotient {\displaystyle {\tfrac {88775.244147}{86400}}} (les semi-réduites intermédiaires ne sont pas indiquées) :
- 1 jour martien correspond à 1 jour terrestre et 39 min 35,244147 s ;
- 36 jours martiens correspondent à 37 jours terrestres moins 14 min 51,210708 s ;
- 73 jours martiens correspondent à 75 jours terrestres et 9 min 52,822731 s ;
- 109 jours martiens correspondent à 112 jours terrestres moins 4 min 58,387977 s ;
- 182 jours martiens correspondent à 187 jours terrestres et 4 min 54,434754 s ;
- 291 jours martiens correspondent à 299 jours terrestres moins 0 min 1,896252 s ;
- 21 716 jours martiens correspondent à 22 313 jours terrestres et 0 min 1,893646 s (un peu plus de 61 années terrestres et 1 mois).

La réduite suivante n’est pas pertinente, son imprécision étant inférieure à celle portant sur la durée du jour solaire martien.

### Année martienne
La durée d'une année sidérale martienne (le temps mis par la planète pour effectuer une révolution autour du Soleil) est d'environ 686,98 jours solaires terrestres ou 668,5991 sols. La durée de l'année tropique dépend du point utilisé pour mesurer le début de l'année, généralement un équinoxe ou un solstice (le calendrier grégorien utilise par exemple l'équinoxe de printemps de l'hémisphère terrestre nord). Sur Terre, la différence entre les diverses années tropiques ne prête pas à conséquence. Sur Mars en revanche, prendre pour origine l'équinoxe de printemps conduit à une année tropique de 668,5907 sols, le solstice d'été boréal à 668,5880 sols, l'équinoxe d'automne à 668,5940 et le solstice d'hiver boréal à 668,5958. Il est possible de prendre une moyenne et de définir l'année tropique martienne à 668,5921 sols.

## Calendrier

### Date
Actuellement, les différentes missions spatiales ayant atteint la surface de la planète tiennent tout simplement un compte incrémental des jours martiens qui passent, en définissant le moment de leur atterrissage comme le sol 0 (pour les sondes Viking ou la mission MSL/Curiosity) ou le sol 1 (pour les autres)[réf. nécessaire].
Aucun effort n’a jamais été entrepris pour synchroniser les comptes des différentes missions (celui de Spirit et celui d’Opportunity ont tous deux commencé à sol 1, bien qu’Opportunity ait atterri seulement 22 sols après Spirit).
Sur Terre, les astronomes utilisent les jours juliens, un simple compte incrémental des jours.
Le MSD (pour Mars Sol Date[réf. nécessaire]) a été proposé sur le même principe, en comptant les sols à partir du 29 décembre 1873[réf. nécessaire] (n’importe quelle autre date ferait tout aussi bien l’affaire, mais celle-ci est suffisamment lointaine pour prendre en compte tous les événements jamais observés concernant Mars).
Il est possible également de construire un calendrier plus approprié pour les activités humaines, même si celles-ci restent hypothétiques, comme le calendrier grégorien sur Terre.
Le calendrier darien est un essai de ce genre qui contient 24 « mois » couvrant une année martienne et d’une durée similaire aux mois terrestres.
Ces mois n’ont aucune relation avec la période orbitale des satellites naturels de Mars, puisque Phobos et Déimos complètent une révolution en 7 h et 30 h respectivement.
La Lune et la Terre sont cependant toutes deux visibles à l’œil nu et séparables, et le temps mis par la Lune entre deux séparations maximales d’un même côté de la Terre, vues depuis Mars, est proche d’un mois lunaire.

### Intercalation
N’importe quel calendrier martien doit utiliser un système d’intercalation (années bissextiles, par exemple) pour contrebalancer le fait que l’année martienne n’est pas composée d’un nombre entier de jours, sans quoi les années accumuleront un décalage au fil du temps.
Sur Terre, le calendrier grégorien utilise une année bissextile tous les 4 ans, sauf tous les 100 ans, trois fois sur quatre, produisant ainsi une année calendaire moyenne de 365,2425 jours solaires, suffisamment précis pour toujours coller l’année tropique à moins d’un jour.
Sur Mars, il est nécessaire de concevoir un système similaire pour conserver une différence de l’année calendaire de moins d’un sol par rapport à l’année tropique.